# Premio PFA al jugador joven del año

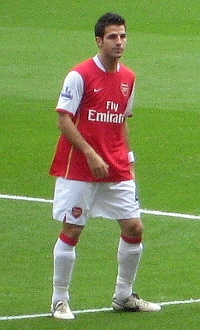
Cesc Fàbregas ganador en el año 2008.

El Premio PFA al jugador joven del año o también llamado PFA Young Player of the Year es un galardón que se otorga al final de cada temporada en Inglaterra al mejor jugador menor de 23 años. El premio se viene otorgando desde el año 1973 y el ganador es escogido por los miembros de la Asociación de Futbolistas profesionales (PFA). El primer ganador fue el jugador del Ipswich Town, Kevin Beattie.

## Palmarés

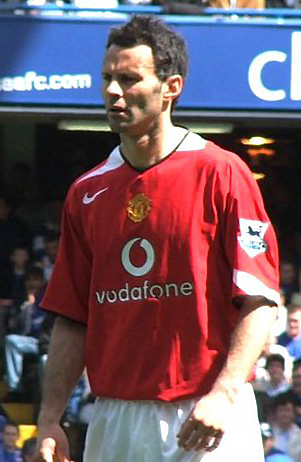
Ryan Giggs fue el primer jugador en ganar en dos ocasiones el título.

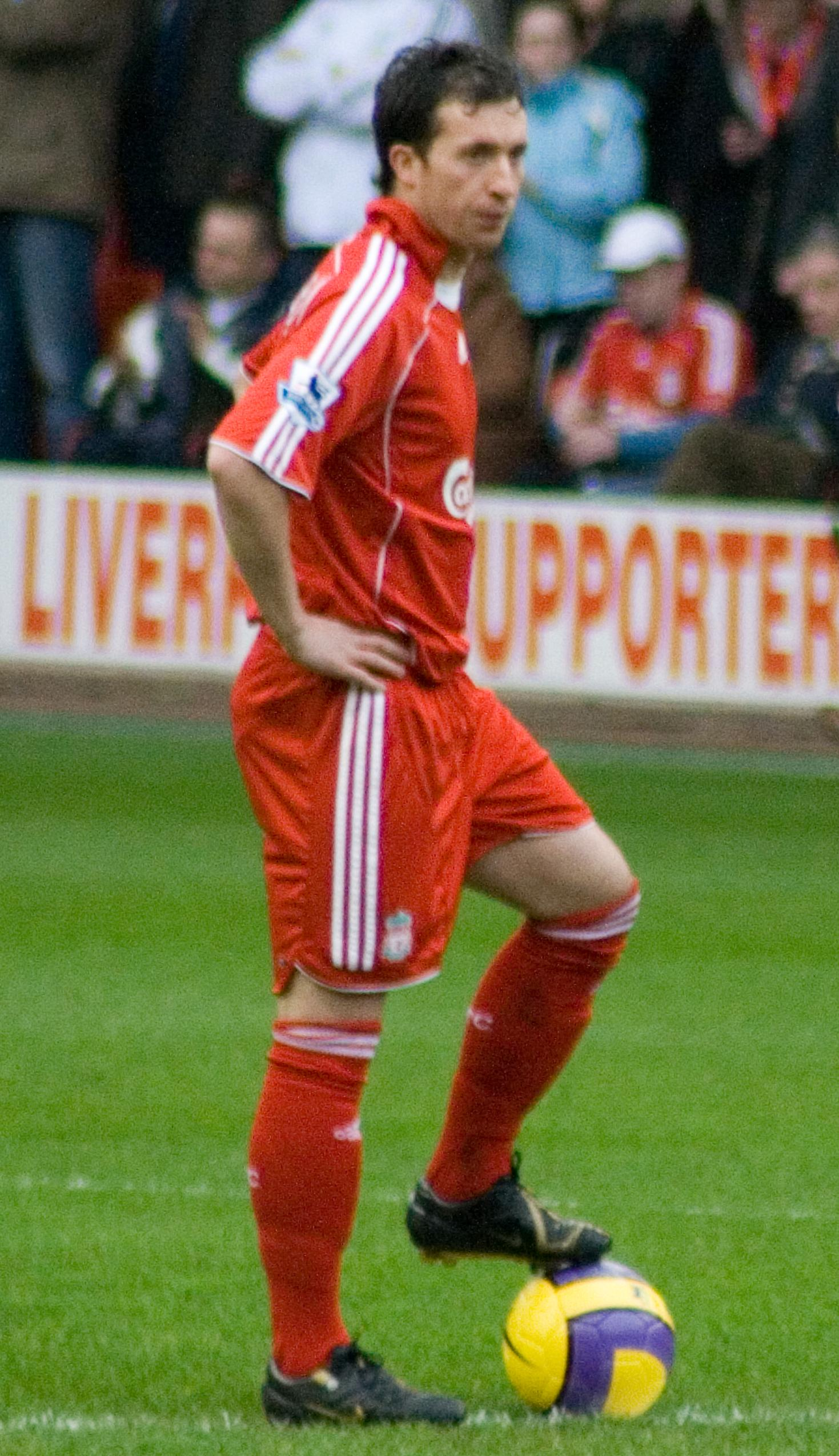
Robbie Fowler fue ganador en dos ocasiones.

| Año     |                       | Jugador                | Club                 | Otros títulos |
| ------- | --------------------- | ---------------------- | -------------------- | ------------- |
| 1973–74 | Bandera de Inglaterra | Kevin Beattie          | Ipswich Town         |               |
| 1974–75 | Bandera de Inglaterra | Mervyn Day             | West Ham United      |               |
| 1975–76 | Bandera de Inglaterra | Peter Barnes           | Manchester City      |               |
| 1976–77 | Bandera de Escocia    | Andy Gray              | Aston Villa          | PPY           |
| 1977–78 | Bandera de Inglaterra | Tony Woodcock          | Nottingham Forest    |               |
| 1978–79 | Bandera de Inglaterra | Cyrille Regis          | West Bromwich Albion |               |
| 1979–80 | Bandera de Inglaterra | Glenn Hoddle           | Tottenham Hotspur    |               |
| 1980–81 | Bandera de Inglaterra | Gary Shaw              | Aston Villa          |               |
| 1981–82 | Bandera de Inglaterra | Steve Moran            | Southampton          |               |
| 1982–83 | Bandera de Gales      | Ian Rush               | Liverpool            |               |
| 1983–84 | Bandera de Inglaterra | Paul Walsh             | Luton Town           |               |
| 1984–85 | Bandera de Gales      | Mark Hughes            | Manchester United    |               |
| 1985–86 | Bandera de Inglaterra | Tony Cottee            | West Ham United      |               |
| 1986–87 | Bandera de Inglaterra | Tony Adams             | Arsenal              |               |
| 1987–88 | Bandera de Inglaterra | Paul Gascoigne         | Newcastle United     |               |
| 1988–89 | Bandera de Inglaterra | Paul Merson            | Arsenal              |               |
| 1989–90 | Bandera de Inglaterra | Matthew Le Tissier     | Southampton          |               |
| 1990–91 | Bandera de Inglaterra | Lee Sharpe             | Manchester United    |               |
| 1991–92 | Bandera de Gales      | Ryan Giggs             | Manchester United    |               |
| 1992–93 | Bandera de Gales      | Ryan Giggs (2)         | Manchester United    |               |
| 1993–94 | Bandera de Inglaterra | Andy Cole              | Newcastle United     |               |
| 1994–95 | Bandera de Inglaterra | Robbie Fowler          | Liverpool            |               |
| 1995–96 | Bandera de Inglaterra | Robbie Fowler (2)      | Liverpool            |               |
| 1996–97 | Bandera de Inglaterra | David Beckham          | Manchester United    |               |
| 1997–98 | Bandera de Inglaterra | Michael Owen           | Liverpool            |               |
| 1998–99 | Bandera de Francia    | Nicolas Anelka         | Arsenal              |               |
| 1999–00 | Bandera de Australia  | Harry Kewell           | Leeds United         |               |
| 2000–01 | Bandera de Inglaterra | Steven Gerrard         | Liverpool            | FPY           |
| 2001–02 | Bandera de Gales      | Craig Bellamy          | Newcastle United     |               |
| 2002–03 | Bandera de Inglaterra | Jermaine Jenas         | Newcastle United     |               |
| 2003–04 | Bandera de Inglaterra | Scott Parker           | Chelsea              |               |
| 2004–05 | Bandera de Inglaterra | Wayne Rooney           | Manchester United    |               |
| 2005–06 | Bandera de Inglaterra | Wayne Rooney (2)       | Manchester United    | FPY           |
| 2006–07 | Bandera de Portugal   | Cristiano Ronaldo      | Manchester United    | PPY, FWA, FPY |
| 2007–08 | Bandera de España     | Cesc Fàbregas          | Arsenal              |               |
| 2008–09 | Bandera de Inglaterra | Ashley Young           | Aston Villa          |               |
| 2009–10 | Bandera de Inglaterra | James Milner           | Aston Villa          |               |
| 2010–11 | Bandera de Inglaterra | Jack Wilshere          | Arsenal              |               |
| 2011–12 | Bandera de Inglaterra | Kyle Walker            | Tottenham Hotspur    |               |
| 2012–13 | Bandera de Gales      | Gareth Bale            | Tottenham Hotspur    | PPY           |
| 2013–14 | Bandera de Bélgica    | Eden Hazard            | Chelsea              |               |
| 2014-15 | Bandera de Inglaterra | Harry Kane             | Tottenham Hotspur    |               |
| 2015-16 | Bandera de Inglaterra | Dele Alli              | Tottenham Hotspur    |               |
| 2016-17 | Bandera de Inglaterra | Dele Alli (2)          | Tottenham Hotspur    |               |
| 2017-18 | Bandera de Alemania   | Leroy Sané             | Manchester City      |               |
| 2018-19 | Bandera de Inglaterra | Raheem Sterling        | Manchester City      |               |
| 2019-20 | Bandera de Inglaterra | Trent Alexander-Arnold | Liverpool            |               |
| 2020-21 | Bandera de Inglaterra | Phil Foden             | Manchester City      |               |
| 2021-22 | Bandera de Inglaterra | Phil Foden (2)         | Manchester City      |               |
| 2022–23 | Bandera de Inglaterra | Bukayo Saka            | Arsenal              |               |
| 2023–24 | Bandera de Inglaterra | Cole Palmer            | Chelsea              |               |

## Victorias por país
| País       | Victorias | Años |
| ---------- | --------- | --- |
| Inglaterra | 38        | 1973–74, 1974–75, 1975–76, 1977–78, 1978–79, 1979–80, 1980–81, 1981–82, 1983–84, 1985–86, 1986–87, 1987–88, 1988–89, 1989–90, 1990–91, 1993–94, 1994–95, 1995–96, 1996–97, 1997–98, 2000–01, 2002–03, 2003–04, 2004–05, 2005–06, 2008–09, 2009–10, 2010–11, 2011–12, 2014–15, 2015–16, 2016–17, 2018–19, 2019–20, 2020–21, 2021–22, 2022–23, 2023–24 |
| Gales      | 6         | 1982–83, 1984–85, 1991–92, 1992–93, 2001–02, 2012-13 |
| Australia  | 1         | 1999–00 |
| Francia    | 1         | 1998–99 |
| Portugal   | 1         | 2006–07 |
| Escocia    | 1         | 1976–77 |
| España     | 1         | 2007–08 |
| Bélgica    | 1         | 2013–14 |
| Alemania   | 1         | 2017-18 |

## Victorias por club
| Club                 | Victorias | Años ganados                                                           |
| -------------------- | --------- | ---------------------------------------------------------------------- |
| Manchester United    | 8         | 1984–85, 1990–91, 1991–92, 1992–93, 1996–97, 2004–05, 2005–06, 2006–07 |
| Liverpool            | 6         | 1982–83, 1994–95, 1995–96, 1997–98, 2000–01, 2019-20                   |
| Arsenal              | 6         | 1986–87, 1988–89, 1998–99, 2007–08, 2010–11, 2022–23                   |
| Tottenham Hotspur    | 6         | 1979–80, 2011–12, 2012–13, 2014–15, 2015–16, 2016–17                   |
| Manchester City      | 5         | 1975–76, 2017–18, 2018–19, 2020–21, 2021–22                            |
| Newcastle United     | 4         | 1987–88, 1993–94, 2001–02, 2002–03                                     |
| Aston Villa          | 4         | 1976–77, 1980–81, 2008–09, 2009–10                                     |
| Chelsea              | 3         | 2003–04, 2013–14, 2023–24                                              |
| Southampton          | 2         | 1981–82, 1989–90                                                       |
| West Ham United      | 2         | 1974–75, 1985–86                                                       |
| Ipswich Town         | 1         | 1973–74                                                                |
| Leeds United         | 1         | 1999–00                                                                |
| Luton Town           | 1         | 1983–84                                                                |
| Nottingham Forest    | 1         | 1977–78                                                                |
| West Bromwich Albion | 1         | 1978–79                                                                |